# 諾夫哥羅德省
諾夫哥羅德省（羅馬化：Novgorodskaya guberniya）是俄羅斯帝國和蘇聯早期的一個省份，包括今日諾夫哥羅德州的絕大部份、列寧格勒州東部和沃洛格達州西南部。1905年時面積118,538平方公里，1897年人口1,367,022人。首府諾夫哥羅德。
1727年建省，1927年8月1日被納入列寧格勒州。